# サンヒルズ町田山崎

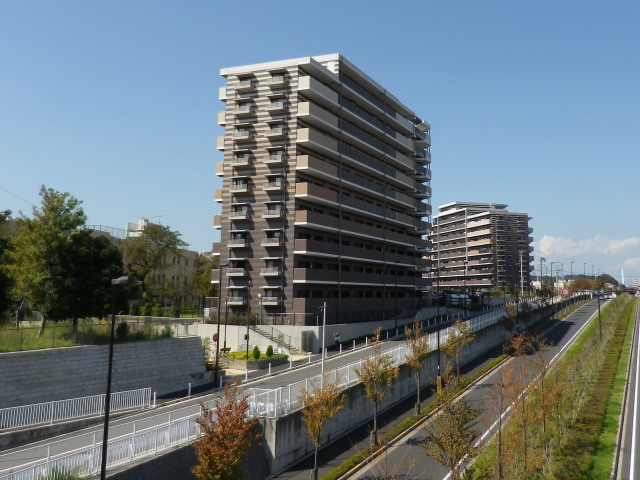
サンヒルズ町田山崎

サンヒルズ町田山崎（サンヒルズまちだやまざき）は、東京都町田市にあるサンヒルズ山崎自主管理組合管轄の中層分譲マンション。

## 概要

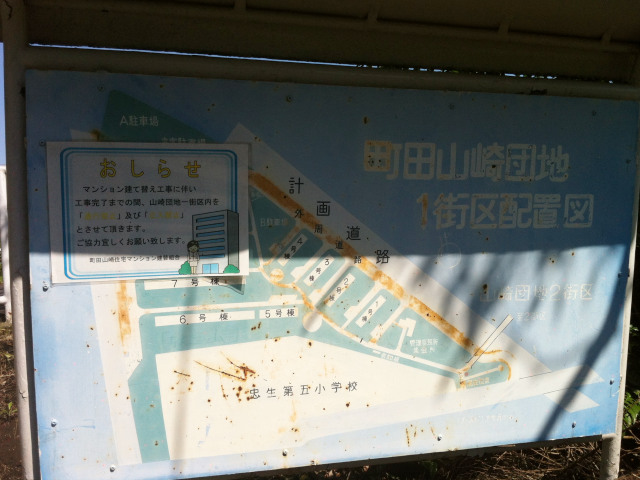
建替前の山崎団地一街区配置図

住居表示は東京都町田市山崎1丁目。西に町田市木曽西5丁目、東京都道47号八王子町田線を隔てて東にUR町田山崎団地2街区及び3街区、団地いちょう通りを隔てて南にJKK東京町田木曽住宅イ街区と隣接、同一区画内に3棟が並んで建てられており10階建てで総戸数305戸。
1968年‐1969年にかけて日本住宅公団（当時）町田山崎団地の造成に伴い、同団地内の分譲棟として当初は5階建ての集合住宅が9棟建てられ、同団地の1街区に編入された。平成初頭の1989年、住民から建替の要望が出始め、1992年には建替を正式に決議したが、いざ建て替えるとなった際にURとの交渉が難航した。最終的に2009年、山崎団地建替事業プロジェクトを発足した上で町田山崎住宅マンション建替組合を設立し、区分所有法第68条及び第70条による自主建替を選択、9棟あった5階建集合住宅を10階建中層マンション3棟に集約し、余った用地は戸建住宅や商業施設等の用地に転用、完成と同時に「サンヒルズ町田山崎」に名称変更し町田山崎団地から独立した上で管理者もURからサンヒルズ町田山崎自主管理組合に移った。2021年現在は隣接する町田山崎団地とは別地区扱いとなっている。独立の際、町田山崎団地の区割が変更されなかった為、現在同団地に1街区はない。町田山崎団地2街区とは現在も歩行者用の陸橋で繋がっており、1街区の当時はそのまま1街区敷地内を行き来できたが、サンヒルズに建て替え後は歩行者通路が分断された為、一旦団地いちょう通りに出てから迂回する構造に変わった。
隣接する町田山崎団地や木曽住宅、近隣の境川住宅や町田木曽住宅は建て替えられる事もないまま人口が減少しつつあり空き部屋も目立つ様になってきたが、サンヒルズ山崎は現在の所空室もなく入居希望者も少なからずいる。
町田山崎団地に見られる様な同年代に建てらてた集合住宅は全国に多くあり、その殆どが建替の時期が迫っているが、現実には中々進んでいないのが現状である。そんな中でのサンヒルズの自主建替は事実上の成功に終わり、これまでにはない新たな試みとして業界からも非常に注目される事となり、これを契機にサンヒルズを新たな例として建て替えが促進されるのではないかと期待が寄せられている。

## 主な施設

### 公園
- 山崎みどりの原公園

### 学校等
- 町田市立山崎保育園